# Peter Kassig
Peter Edward Kassig, noto anche come Abdul-Rahman Kassig, (Indianapolis, 19 febbraio 1988 – al-Raqqa, 16 novembre 2014) è stato un attivista e militare statunitense, decapitato da alcuni terroristi appartenenti allo Stato Islamico.

## Biografia
Nato a Indianapolis ha frequentato la North Central High School e dopo il diploma nel 2006 è entrato a far parte dei ranger dell'esercito americano. In servizio fino all'anno successivo (a causa di un congedo permanente per malattia) all'Hanover College di Hanover e alla Butler University, dove si è laureato in scienze politiche. Nel 2012 inizia il suo attivismo in Siria e Libano con la ONG Special Emergency Response and Assistance (SERA), con cui presterà soccorso medico ai profughi siriani e libanesi.
Nell'ottobre del 2013, vicino Deir el-Zor, viene rapito da alcuni fondamentalisti islamici appartenenti all'ISIS. Durante la prigionia si converte volontariamente all'Islam e prende il nome di Abdul-Rahman Kassig. Il 16 novembre 2014 lo Stato Islamico pubblica un video che ritrae "Jihadi John" e diverse sue vittime, tra cui Kassig. Sono incerti il luogo e la data di morte, ma si crede che sia stato decapitato il 16 novembre a Al-Raqqa.